# Les Terrasses (Liège)
Pour les articles homonymes, voir Terrasse.
Les Terrasses est un lieu-dit de la ville de Liège sur la rive gauche de la Meuse. Il fait partie du quartier administratif du centre et est délimité par l'avenue Blonden, le boulevard Piercot, l'avenue Rogier et la Meuse. Il constitue une zone de transition entre le Parc d'Avroy et le Pont Albert Ier sur la Meuse. Dans l'ancienne principauté de Liège, il faisait partie du quartier d'Avroy.

## Historique
Au cours du XIXe siècle, d'importants travaux de rectification du tracé de la Meuse et de ses bras sont entrepris. Lors de ces travaux, on aménage un vaste plan d’eau de quatre hectares pour servir de bassin de commerce qui sera en quelque sorte le premier port fluvial de Liège. Le nouvel aménagement des lieux crée une île qui, par analogie avec le bassin portuaire, prend le nom d’île de Commerce (un terrain vague, marécageux, inculte, mais promis à un avenir économique considérable). Le bassin s'avère très vite mal adapté aux besoins des bateliers, et l'île de Commerce qui se trouve entre celui-ci et la Meuse reste à l'abandon. À la fin des années 1870, Hubert-Guillaume Blonden, directeur des travaux à la ville de Liège, décide d'établir à cet endroit un parc et un nouveau quartier résidentiel.

## Rues des Terrasses
- Avenue Blonden
- Avenue des Croix du Feu
- Rue Forgeur
- Boulevard Frère-Orban
- Rue Lebeau
- Rue Paul Delvaux
- Boulevard Piercot
- Rue Raikem
- Avenue Rogier

## Œuvres
- Le Dompteur de Taureau (Li Tore) (1881), sculpture de Léon Mignon et figure importante du folklore estudiantin liégeois[1].
- Le Bœuf au repos (1885-1886), sculpture de Léon Mignon[1].
- Cheval de halage[1] ou Le cheval du batelier et son conducteur (1885), sculpture de Jules Halkin.
- Gaulois domptant un cheval[1] ou Cheval dompté par l'homme (1885), sculpture d'Alphonse de Tombay.

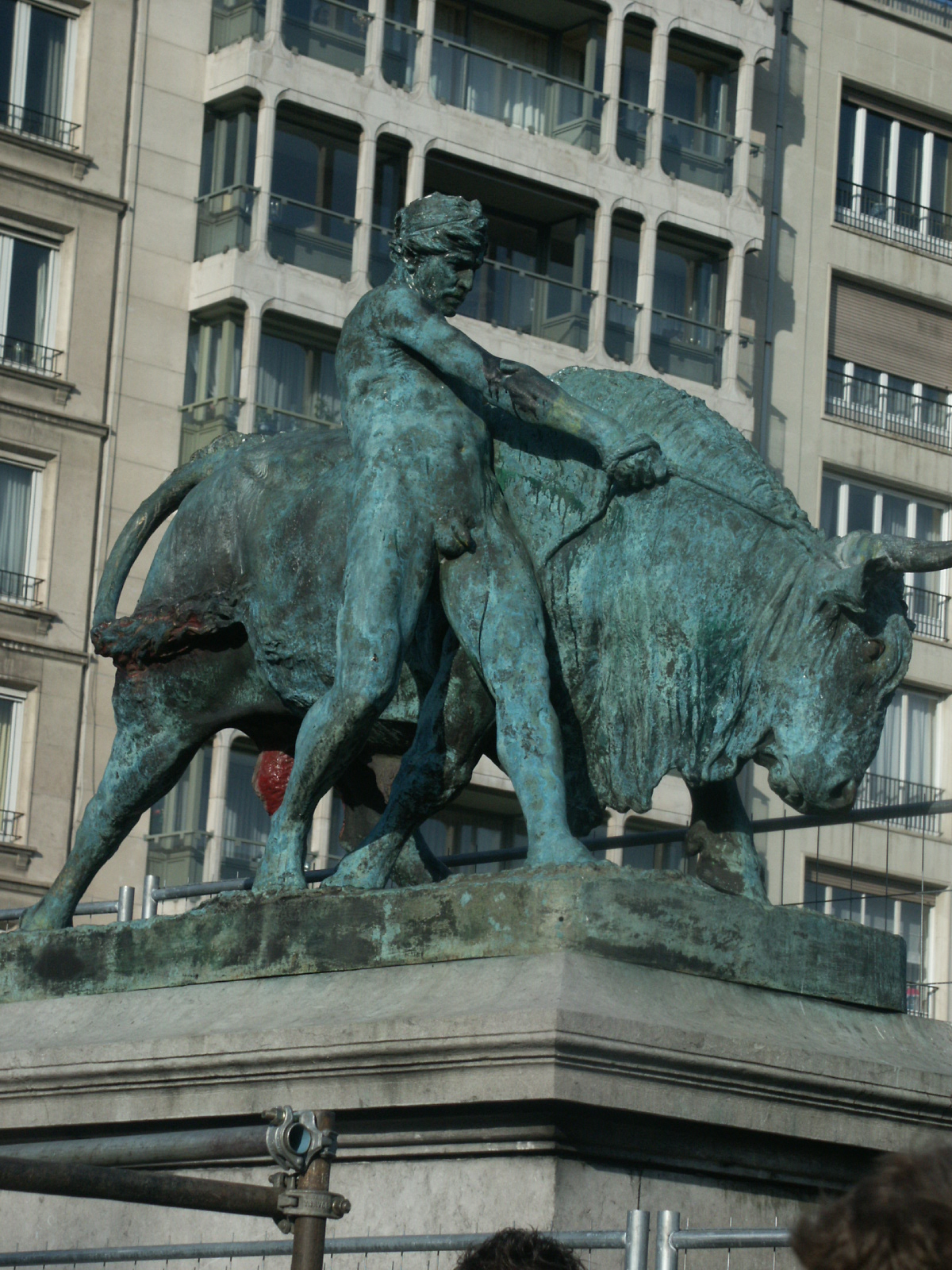
Le Dompteur de Taureau
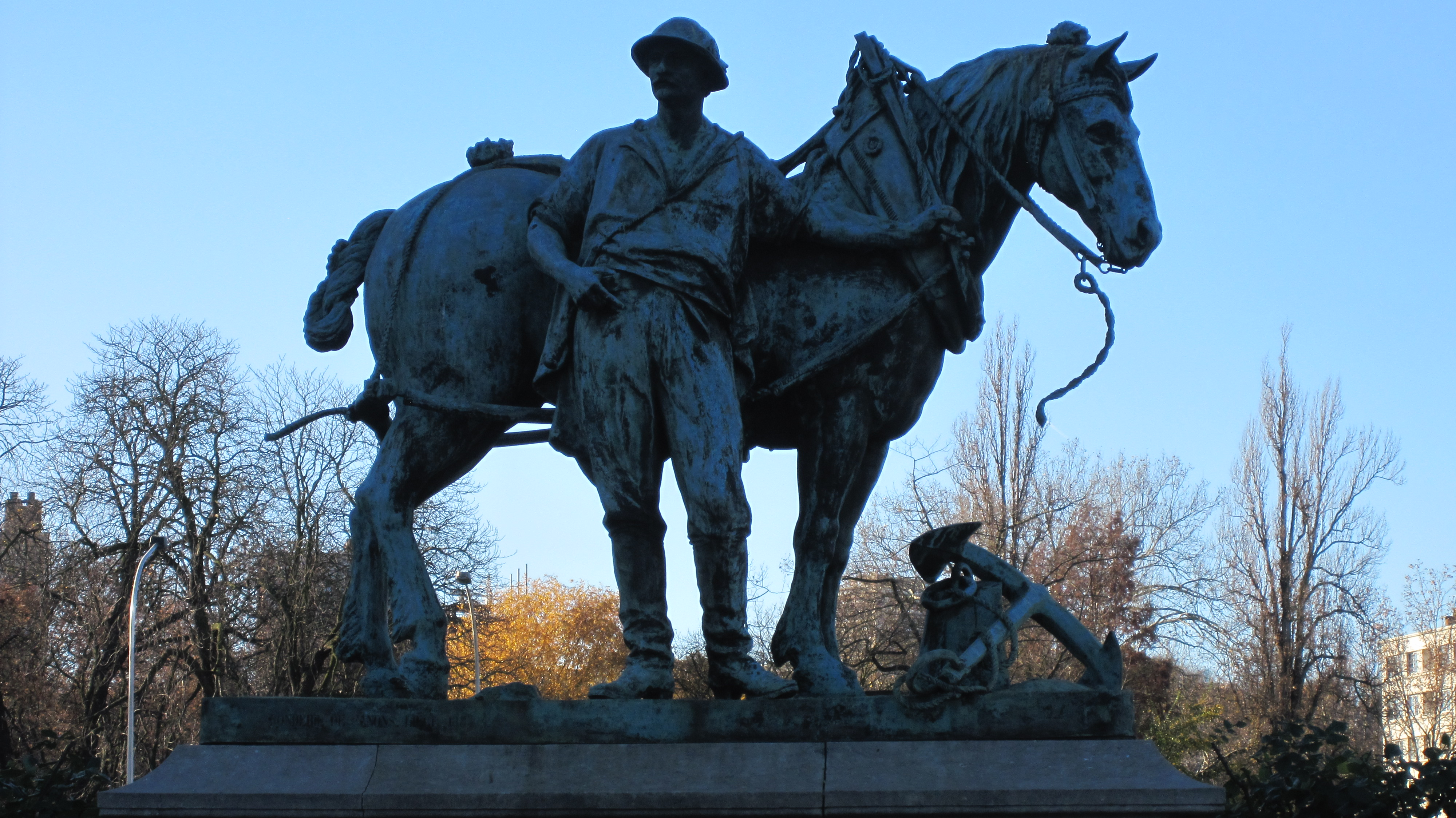
Cheval de halage
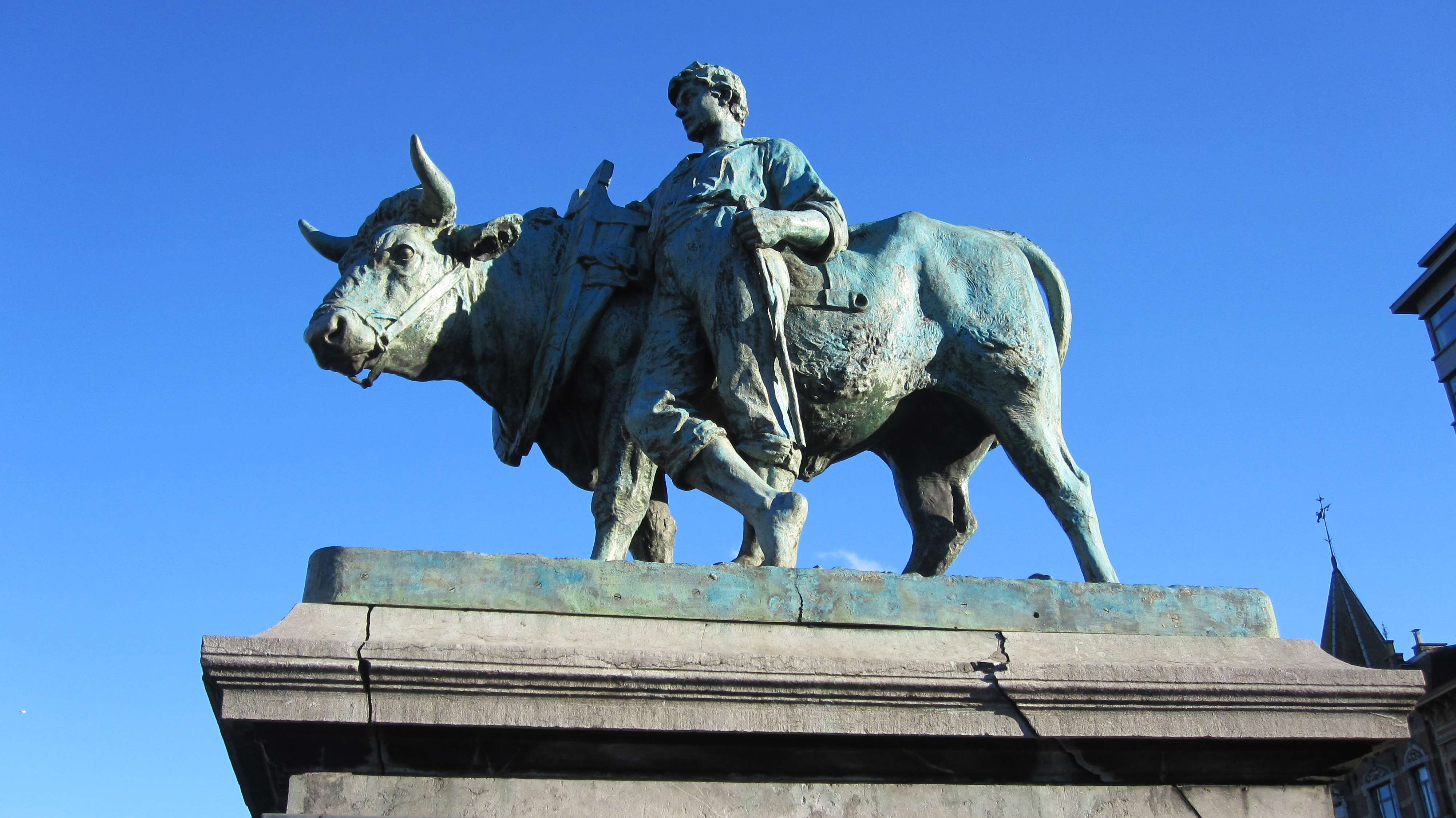
Le Bœuf au repos
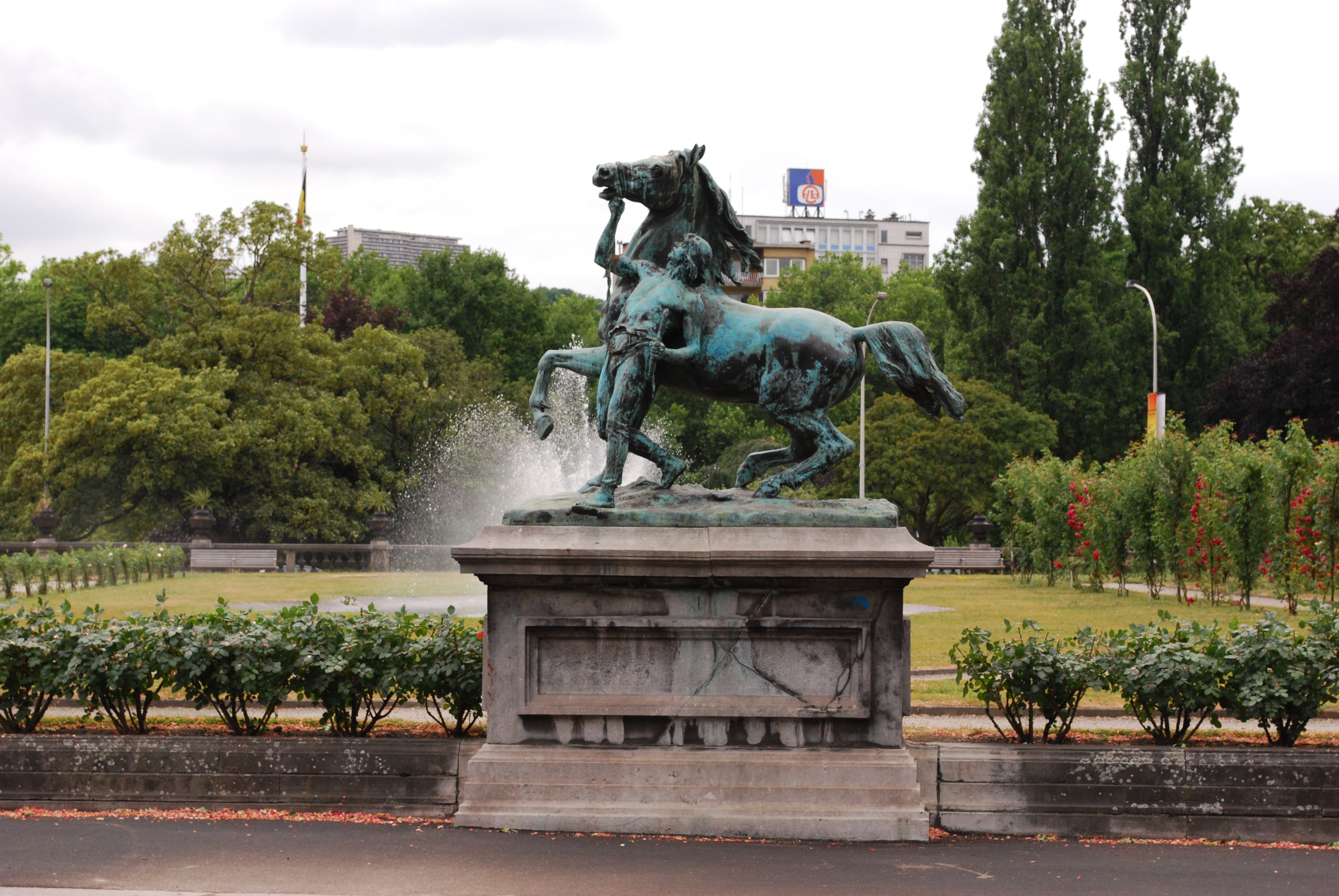
Gaulois domptant un cheval